# Universitat d'Erfurt
La Universitat d'Erfurt (en alemany: Universität Erfurt) és una universitat pública localitzada a Erfurt, Alemanya. Va ser fundada l'any 1389, la universitat va ser clausurada l'any 1816 durant els següents 177 anys. El 1994, tres anys després de la reunificació d'Alemanya, aquesta universitat va ser restablerta. Té uns 5.500 estudiants (2012).
Durant un cert temps va ser la universitat més gran d'Alemanya. El govern de Prússia la va tancar l'any 1816. El desembre de 1993, l'estat federal de Turíngia va votar la seva reobertura.

## Facultats i institucions
Té cinc facultats:
- Facultat d'Educació
- Teologia Catòlica
- Facultat d'Arts/Filosofia
- Facultat de Dret, Ciències Socials i Econòmiques
- Centrre Max Weber per Estudis Socials i Culturals
- Centre de Recerca per Estudis Socials i Culturals a Gotha